# Gustav Meier
Gustav Meier (Wettingen, 13 agosto 1929 – Ann Arbor, 26 maggio 2016) è stato un direttore d'orchestra e docente svizzero naturalizzato statunitense.
È stato direttore del Programma di direzione d'orchestra al Peabody Institute della Johns Hopkins University e direttore musicale della Greater Bridgeport Symphony Orchestra nel Connecticut, per oltre 40 anni (1972-2013).

## Biografia
Gustav Meier ha ottenuto riconoscimenti internazionali come eccezionale direttore d'orchestra e insegnante davvero dotato. Dopo essersi diplomato al Conservatorio di Zurigo, il direttore d'orchestra svizzero continuò i suoi studi presso l'Accademia Musicale Chigiana di Siena. Iniziò la sua carriera all'Opera di Lucerna e a questa fecero seguito diverse stagioni alla Wiener Kammeroper e all'Opernhaus Zürich. In questo paese i suoi talenti operistici furono rapidamente riconosciuti, poiché presto diresse a New York, a Santa Fe, a Miami, nel Minnesota, a San Francisco e altrove.
Ha diretto orchestre in tutto il mondo incluse le apparizioni con le Orchestre sinfoniche di Zurigo Tonhalle, San Paolo, Nazionale Cinese, Pittsburgh, Colorado e Alabama, New York City, Santa Fe, Miami, San Francisco, Zurigo, Minnesota Opera Companies e le orchestre dell'Opera di Budapest e di Vienna. La sua direzione artistica innovativa meritò lodi a Meier in questo paese e all'estero. Le produzioni che ricevettero copertura nazionale comprendono La carriera di un libertino di Stravinsky in cui ha collaborato con il regista Robert Altman (MASH, Nashville, The Players), Songs of Innocence and Experience di William Bolcom, che diresse ad Ann Arbor (l'anteprima americana) ed al Grant Park di Chicago e Every Good Boy Deserves Favour, un'opera teatrale di Tom Stoppard con musica di André Previn per attori e orchestra sinfonica.
Meier ha conseguito il diploma musicale al Conservatorio di Zurigo, in Svizzera. Ha fatto parte delle facoltà dell'Università Yale (1960-1973) dove è diventato il più giovane professore a tempo pieno nella storia della scuola, la Eastman School of Music (1973-1976) e l'Università del Michigan ad Ann Arbor (1976-1995). Ha anche fatto parte della facoltà del Tanglewood Music Center dal 1980 al 1996, dove ha trascorso le estati supervisionando il prestigioso seminario per direttori di Tanglewood. Il programma selezionò la "crema assoluta" di studenti internazionali secondo André Previn, ospite frequente nelle classi di Meier, insieme al compianto Leonard Bernstein. La collaborazione originale di Meier con Tanglewood risale al 1957 e al 1958, quando fu scelto come direttore e vinse i migliori premi. Meier è stato membro di uno dei più importanti corsi di direzione della storia del Tanglewood Music Center, al quale parteciparono Claudio Abbado, Zubin Mehta e David Zinman. Ha regolarmente insegnato corsi di perfezionamento in Nord America, Europa e Asia.
Tra gli impegni di direzione regolari di Meier ce ne sono diversi che durano decenni. Dal 1978 al 2006 Gustav Meier è stato direttore musicale e direttore della Lansing Symphony Orchestra di Lansing. Dopo essersi ritirato da questa posizione dopo 28 stagioni, gli fu conferito l'onore di Direttore Musicale Emerito. La stagione 2012-2013, la sua 41ª stagione come direttore musicale della Greater Bridgeport Symphony a Bridgeport, nel Connecticut, è stata la sua ultima stagione. Ha lavorato come direttore del Graduate Conducting Program al Peabody Conservatory di Baltimora, nel Maryland.
La direzione di laboratori lo ha portato in tutti gli angoli del mondo come Vancouver, Canada, Cabrillo, California, New York, Pechino, Cina, Praga, Repubblica Ceca e Sofia, in Bulgaria.
I suoi studenti sono apparsi con tutte le maggiori compagnie d'orchestra e opera negli Stati Uniti e all'estero, alcuni attualmente come direttori di musica di illustri istituzioni musicali. Comprendono il compianto Yakov Kreizberg (vincitore del primo premio del concorso Stokowski, direttore musicale dell'Orchestra Philharmonique de Monte-Carlo, Netherlands Philharmonic e direttore principale della Bournemouth Symphony Orchestra); John Mauceri (direttore musicale American Symphony Orchestra, Washington Opera, Scottish Opera, Pittsburgh Opera, Teatro Regio di Torino e Hollywood Bowl Orchestra) Marin Alsop (Direttore musicale Baltimore Symphony e Cabrillo Festival), la prima donna ad essere nominata direttore musicale di una importante orchestra statunitense; Alexander Frey (direttore musicale della Rome Philharmonic Orchestra, Berliner Ensemble, Bohemia Symphony Orchestra, Stern Chamber Orchestra); Carl St. Clair (direttore musicale Komische Oper Berlin e Pacific Symphony Orchestra); Antonio Pappano (direttore musicale Royal Opera Covent Garden e Orchestra Nazionale di Santa Cecilia); Rico Saccani (primo premio vincitore del concorso Karajan e direttore musicale della Budapest Philharmonic Orchestra); Jun Markle (direttore musicale del Mannheim National Theater e Lyon National Symphony Orchestra); Bundit Ungransee (Vincitore del primo premio Lorin Maazel, direttore d'orchestra e direttore d'orchestra principale della Seoul Philharmonic Orchestra); Mark Gibson (direttore dell'Orchestra e dell'Opera del Conservatorio di Cincinnati); Benjamin Loeb (direttore del workshop e festival internazionale) Jordan Randall Smith (direttore musicale della Symphony Number One); e, naturalmente, Bobby McFerrin (varie orchestre tra cui la Vienna Philharmonic Orchestra). Altri studenti hanno vinto i primi premi in prestigiosi concorsi di direzione: i concorsi Karajan a Berlino, Stokowski e Lorin Maazel a New York, il Primo Concorso Internazionale Eduardo Mata a Città del Messico, il Concorso Internazionale Mario Gusella a Pecara, in Italia, e il Concorso Sergei Prokofiev a San Pietroburgo, Russia.
Meier trascorse i suoi ultimi anni vivendo ad Ann Arbor, nel Michigan.

## Premi e riconoscimenti
- 1982: Distinguished Faculty Achievement Award, University of Michigan ad Ann Arbor[9]
- 1988: Luise Vosgerchian Teaching Award, Harvard University
- 1995: Ditson Conductor's Award dalla Columbia University
- 1999: Max Rudolf Award, Conductors Guild of America
- 1999: Doctor of Laws, Dottorato onorario dalla Fairfield University
- 2003: Doctor of Music, Dottorato onorario dal Kalamazoo College
- 2005: Doctor of Fine Arts, Dottorato onorario dalla Michigan State University

## Lavori pubblicati
- The Score, the Orchestra and the Conductor (Oxford University Press, 2009)[10]